# Combrand

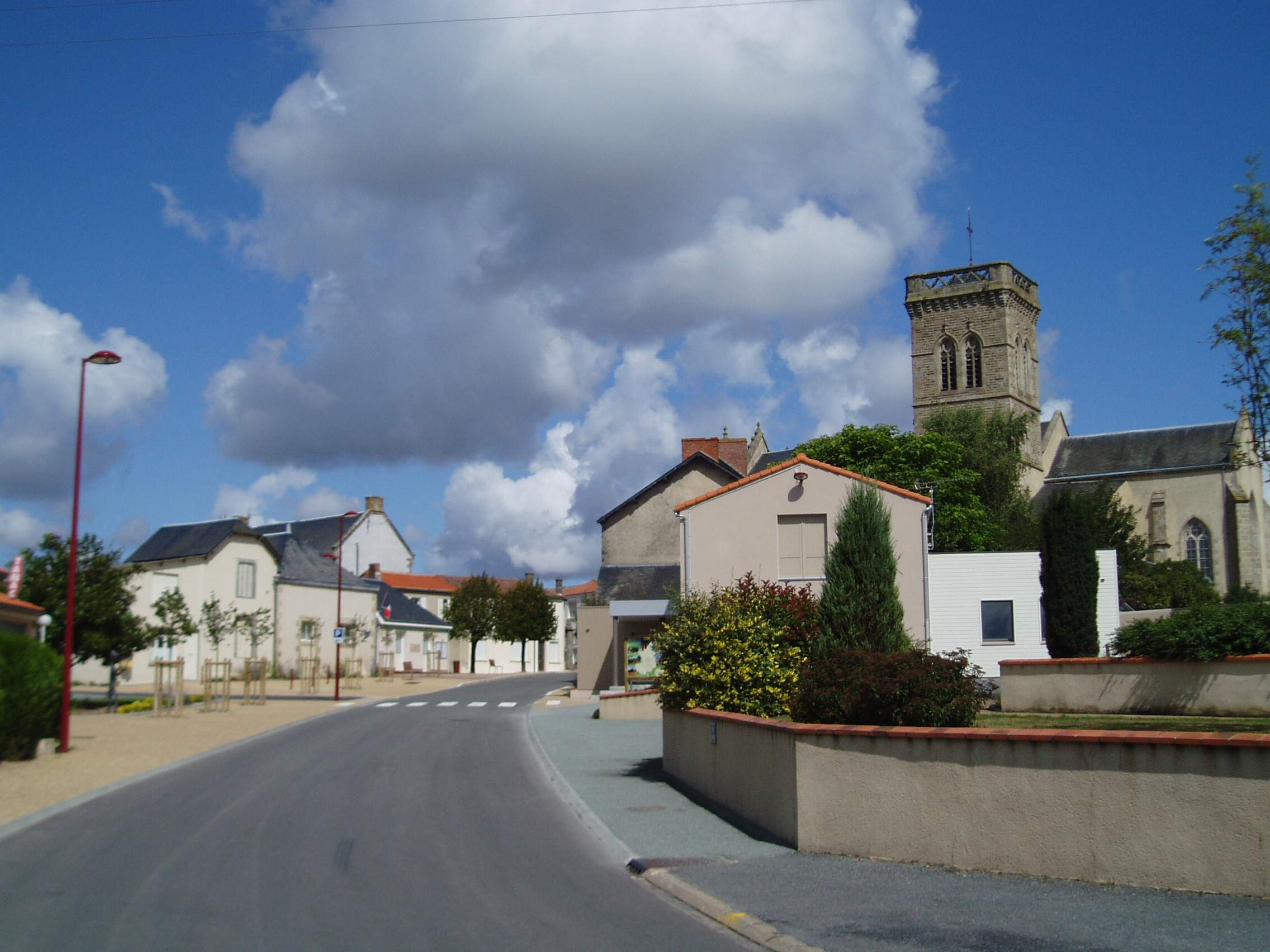
Vista de Combrand

Combrand es una comuna francesa del noroeste del departamento de Deux-Sèvres en la región de Poitou-Charentes. Se encuentra a 5 km de Cerizay, que es la cabeza de cantón (dentro a su vez del distrito de Bressuire).

## Historia
Armas de caza y diversos utensilios del Neolítico han sido encontrados en Combrand (particularmente en la aldea de Puy Gazard), lo que atestigua que la comuna ha sido un lugar habitado desde esa época.
Aparte de estos vestigios arqueológicos el resto arquitectónico más antiguo lo constituye el basamento de la iglesia de Saint Jean, fechado entre los siglos XI y XII, si bien el resto de la misma ha sido reconstruido en varias ocasiones (a destacar el transepto del siglo XVI).

## Monumentos
Además de la citada iglesia de Saint Jean y el Castillo de la Girardière destacan en la comuna dos monumentos inscritos en el inventario suplementario de los Monuments Historiques:
- El Castillo de la Pastelière
- El dolmen de Le Pin[3]

## Demografía
| 1016 | 1043 | 1014 | 1039 | 1079 | 1122 |
| Para los censos de 1962 a 1999 la población legal corresponde a la población sin duplicidades (Fuente: INSEE [Consultar]) |      |      |      |      |      |